# Tetragnatha foveata
Tetragnatha foveata là một loài nhện trong họ Tetragnathidae.
Loài này thuộc chi Tetragnatha. Tetragnatha foveata được miêu tả năm 1891 bởi Karsch.